# Howdenocarus mexicanus
Howdenocarus mexicanus is een keversoort uit de familie bladsprietkevers (Scarabaeidae). De wetenschappelijke naam van de soort is voor het eerst geldig gepubliceerd in 1978 door Hardy.